# Volley 80 Pétange w europejskich pucharach
Volley 80 Pétange w europejskich pucharach występował w trakcie 13 sezonów.

## Lista spotkań w europejskich pucharach

### Liga Mistrzów / Puchar Europy Mistrzów Klubowych
| Runda                  | Data       | Miejsce spotkania | Przeciwnik            | Wynik spotkania         |
| ---------------------- | ---------- | ----------------- | --------------------- | ----------------------- |
| 1997/1998              |            |                   |                       |                         |
| I runda kwalifikacyjna | 11.10.1997 | Pétange           | Holte IF              | 0:3 (10:15, 5:15, 1:15) |
| I runda kwalifikacyjna | 18.10.1997 | Holte             | Holte IF              | 0:3 (0:15, 0:15, 7:15)  |
| 1998/1999              |            |                   |                       |                         |
| I runda kwalifikacyjna | 10.10.1998 | Pétange           | Fiorita Montegiardino | 0:3 (11:15, 8:15, 9:15) |
| I runda kwalifikacyjna | 17.10.1998 | Montegiardino     | Fiorita Montegiardino | 0:3 (5:15, 7:15, 7:15)  |

### Puchar CEV / Puchar Top Teams / Puchar Europy Zdobywców Pucharów
| Runda                   | Data       | Miejsce spotkania | Przeciwnik                  | Wynik spotkania                  |
| ----------------------- | ---------- | ----------------- | --------------------------- | -------------------------------- |
| 1999/2000               |            |                   |                             |                                  |
| I runda kwalifikacyjna  | 03.10.1999 | Pétange           | Omonia Nikozja              | 3:0 (25:13, 25:18, 25:19)        |
| I runda kwalifikacyjna  | 09.10.1999 | Nikozja           | Omonia Nikozja              | 3:1 (25:16, 25:23, 25:27, 25:20) |
| II runda kwalifikacyjna | 04.12.1999 | Averbode          | De Belleman Nissan Averbode | 0:3 (10:25, 16:25, 11:25)        |
| II runda kwalifikacyjna | 12.12.1999 | Pétange           | De Belleman Nissan Averbode | 0:3 (14:25, 20:25, 17:25)        |
| 2000/2001               |            |                   |                             |                                  |
| Faza kwalifikacyjna     | 14.10.2000 | Pétange           | Salonit Anhovo Kanal        | 0:3 (19:25, 21:25, 23:25)        |
| Faza kwalifikacyjna     | 21.10.2000 | Kanal             | Salonit Anhovo Kanal        | 1:3 (21:25, 19:25, 25:22, 16:25) |
| 2002/2003               |            |                   |                             |                                  |
| II runda kwalifikacyjna | 08.11.2002 | Pétange           | Calcit Kamnik               | 0:3 (15:25, 16:25, 10:25)        |
| II runda kwalifikacyjna | 09.11.2002 | Pétange           | Dionysos Strumbi            | 3:0 (25:18, 25:16, 25:21)        |
| II runda kwalifikacyjna | 10.11.2002 | Pétange           | Kométa Kaposvár SE          | 0:3 (21:25, 14:25, 16:25)        |
| 2003/2004               |            |                   |                             |                                  |
| I runda kwalifikacyjna  | 05.10.2003 | Nikozja           | APOEL Nikozja               | 1:3 (19:25, 25:21, 18:25, 20:25) |
| I runda kwalifikacyjna  | 11.10.2003 | Pétange           | APOEL Nikozja               | 0:3 (19:25, 19:25, 14:25)        |

### Puchar Challenge / Puchar CEV
| Runda                   | Data       | Miejsce spotkania     | Przeciwnik                       | Wynik spotkania                         |
| ----------------------- | ---------- | --------------------- | -------------------------------- | --------------------------------------- |
| 1986/1987               |            |                       |                                  |                                         |
| Faza kwalifikacyjna     | 02.11.1986 | São Mamede de Infesta | AA São Mamede                    | 0:3                                     |
| Faza kwalifikacyjna     | 09.11.1986 | Pétange               | AA São Mamede                    | 0:3                                     |
| 1989/1990               |            |                       |                                  |                                         |
| Faza kwalifikacyjna     | 07.10.1989 | Nikozja               | Omonia Nikozja                   | 3:1                                     |
| Faza kwalifikacyjna     | 14.10.1989 | Pétange               | Omonia Nikozja                   | 3:2                                     |
| 1/16 finału             | 04.11.1989 | Grenoble              | AS Grenoble                      | 0:3                                     |
| 1/16 finału             | 12.11.1989 | Pétange               | AS Grenoble                      | 0:3                                     |
| 1990/1991               |            |                       |                                  |                                         |
| Faza kwalifikacyjna     | 06.10.1990 | Soria                 | San José Caja Soria              | 0:3 (1:15, 5:15, 4:15)                  |
| Faza kwalifikacyjna     | 13.10.1990 | Pétange               | San José Caja Soria              | 0:3 (6:15, 11:15, 14:16)                |
| 1991/1992               |            |                       |                                  |                                         |
| Faza kwalifikacyjna     | 05.10.1991 | Pétange               | Leixões SC                       | 0:3 (8:15, 0:15, 2:15)                  |
| Faza kwalifikacyjna     | 12.10.1991 | Matosinhos            | Leixões SC                       | 0:3 (3:15, 5:15, 8:15)                  |
| 1995/1996               |            |                       |                                  |                                         |
| Faza kwalifikacyjna     | 11.11.1995 | Kilmarnock            | Kilmarnock VC                    | 1:3 (8:15, 15:12, 4:15, 6:15)           |
| Faza kwalifikacyjna     | 19.11.1991 | Pétange               | Kilmarnock VC                    | 0:3 (7:15, 11:15, 12:15)                |
| 1996/1997               |            |                       |                                  |                                         |
| II runda kwalifikacyjna | 29.11.1996 | Pétange               | Hapoel Haztor                    | 0:3 (5:15, 9:15, 11:15)                 |
| II runda kwalifikacyjna | 30.11.1996 | Pétange               | Aero Odolena Voda                | 0:3 (4:15, 10:15, 2:15)                 |
| II runda kwalifikacyjna | 01.12.1996 | Pétange               | Azot Czerkasy                    | 0:3 (2:15, 3:15, 8:15)                  |
| 1997/1998               |            |                       |                                  |                                         |
| II runda kwalifikacyjna | 28.11.1997 | Rotterdam             | VC Nesselande                    | 0:3 (1:15, 5:15, 4:15)                  |
| II runda kwalifikacyjna | 29.11.1997 | Rotterdam             | OK Pauk Veronika Županja         | 0:3 (9:15, 3:15, 13:15)                 |
| II runda kwalifikacyjna | 30.11.1997 | Rotterdam             | Mostostal-Azoty Kędzierzyn-Koźle | 0:3 (1:15, 3:15, 6:15)                  |
| 1998/1999               |            |                       |                                  |                                         |
| II runda kwalifikacyjna | 04.12.1998 | Nieuwegein            | Geové RZG/Vrevok Nieuwegein      | 0:3 (10:15, 15:17, 9:15)                |
| II runda kwalifikacyjna | 05.12.1998 | Nieuwegein            | CSKA Moskwa                      | 0:3 (7:15, 4:15, 4:15)                  |
| II runda kwalifikacyjna | 05.12.1998 | Nieuwegein            | SK WWS Winnica                   | 0:3 (0:15, 1:15, 1:15)                  |
| 2000/2001               |            |                       |                                  |                                         |
| II runda kwalifikacyjna | 24.11.2000 | Bleiburg              | SK Zadruga Aich/Dob              | 1:3 (19:25, 25:23, 23:25, 13:25)        |
| II runda kwalifikacyjna | 25.11.2000 | Bleiburg              | Tourcoing LM                     | 0:3 (16:25, 20:25, 9:25)                |
| II runda kwalifikacyjna | 26.11.2000 | Bleiburg              | OK Bihać                         | 2:3 (25:22, 29:27, 20:25, 18:25, 10:15) |
| 2001/2002               |            |                       |                                  |                                         |
| II runda kwalifikacyjna | 07.12.2001 | Pétange               | Lausanne UC                      | 0:3 (17:25, 17:25, 23:25)               |
| II runda kwalifikacyjna | 08.12.2001 | Pétange               | Stade Poitevin Poitiers          | 0:3 (20:25, 15:25, 22:25)               |
| II runda kwalifikacyjna | 09.12.2001 | Pétange               | VK PU Prešov                     | 0:3 (17:25, 11:25, 14:25)               |

## Bilans sezonów

### sezon po sezonie
| Sezon     | Puchar                           | Osiągnięcie             | Mecze         | Mecze   | Mecze   | Sety         | Sety    | Sety      |
| Sezon     | Puchar                           | Osiągnięcie             | Liczba meczów | Wygrane | Porażki | Liczba setów | Wygrane | Przegrane |
| --------- | -------------------------------- | ----------------------- | ------------- | ------- | ------- | ------------ | ------- | --------- |
| 1986/1987 | Puchar CEV                       | faza kwalifikacyjna     | 2             | 0       | 2       | 6            | 0       | 6         |
| 1989/1990 | Puchar CEV                       | 1/16 finału             | 4             | 2       | 2       | 15           | 6       | 9         |
| 1990/1991 | Puchar CEV                       | faza kwalifikacyjna     | 2             | 0       | 2       | 6            | 0       | 6         |
| 1991/1992 | Puchar CEV                       | faza kwalifikacyjna     | 2             | 0       | 2       | 6            | 0       | 6         |
| 1995/1996 | Puchar CEV                       | faza kwalifikacyjna     | 2             | 0       | 2       | 7            | 1       | 6         |
| 1996/1997 | Puchar CEV                       | II runda kwalifikacyjna | 3             | 0       | 3       | 9            | 0       | 9         |
| 1997/1998 | Puchar Europy Mistrzów Klubowych | I runda kwalifikacyjna  | 2             | 0       | 2       | 6            | 0       | 6         |
| 1997/1998 | Puchar CEV                       | II runda kwalifikacyjna | 3             | 0       | 3       | 9            | 0       | 9         |
| 1998/1999 | Puchar Europy Mistrzów Klubowych | I runda kwalifikacyjna  | 2             | 0       | 2       | 6            | 0       | 6         |
| 1998/1999 | Puchar CEV                       | II runda kwalifikacyjna | 3             | 0       | 3       | 9            | 0       | 9         |
| 1999/2000 | Puchar Europy Zdobywców Pucharów | II runda kwalifikacyjna | 4             | 2       | 2       | 13           | 6       | 7         |
| 2000/2001 | Puchar Top Teams                 | faza kwalifikacyjna     | 2             | 0       | 2       | 7            | 1       | 6         |
| 2000/2001 | Puchar CEV                       | II runda kwalifikacyjna | 3             | 0       | 3       | 12           | 3       | 9         |
| 2001/2002 | Puchar CEV                       | II runda kwalifikacyjna | 3             | 0       | 3       | 9            | 0       | 9         |
| 2002/2003 | Puchar Top Teams                 | II runda kwalifikacyjna | 3             | 1       | 2       | 9            | 3       | 6         |
| 2003/2004 | Puchar Top Teams                 | I runda kwalifikacyjna  | 2             | 0       | 2       | 7            | 1       | 6         |
| Razem     | Razem                            | Razem                   | 42            | 5       | 37      | 136          | 21      | 115       |

### według rozgrywek
| Puchar                           | Liczba startów | Mecze         | Mecze   | Mecze   | Sety         | Sety    | Sety      |
| Puchar                           | Liczba startów | Liczba meczów | Wygrane | Porażki | Liczba setów | Wygrane | Przegrane |
| -------------------------------- | -------------- | ------------- | ------- | ------- | ------------ | ------- | --------- |
| Liga Mistrzów                    |                |               |         |         |              |         |           |
| Puchar Europy Mistrzów Klubowych | 2              | 4             | 0       | 4       | 12           | 0       | 12        |
| Razem                            | 2              | 4             | 0       | 4       | 12           | 0       | 12        |
| Puchar CEV                       |                |               |         |         |              |         |           |
| Puchar Top Teams                 | 3              | 7             | 1       | 6       | 23           | 5       | 18        |
| Puchar Europy Zdobywców Pucharów | 1              | 4             | 2       | 2       | 13           | 6       | 7         |
| Razem                            | 4              | 11            | 3       | 8       | 36           | 11      | 25        |
| Puchar Challenge                 |                |               |         |         |              |         |           |
| Puchar CEV (1980-2007)           | 10             | 27            | 2       | 25      | 88           | 10      | 78        |
| Razem                            | 10             | 27            | 2       | 25      | 88           | 10      | 78        |
| Razem                            | 16             | 42            | 5       | 37      | 136          | 21      | 115       |